# Ronde van Castilië en León 2025
De 39e editie van de wielerwedstrijd Ronde van Castilië en León vond plaats op 27 juli 2025. De 129 deelnemers startten in Laguna de Duero en finishten 201,1 kilometer later in Peñafiel. De wedstrijd maakte deel uit van de UCI Europe Tour, met de categorie 1.1. De Spanjaard Haimar Etxeberria won en behaalde zo zijn eerste profzege, voor zijn landgenoot Jesús Herrada en de Italiaan Christian Scaroni.

## Uitslag
| Plaats  | Naam                 | Ploeg                  | Tijd     |
| ------- | -------------------- | ---------------------- | -------- |
| Winnaar | Haimar Etxeberria    | Kern Pharma            | 4u36'52" |
| 2       | Jesús Herrada        | Cofidis                | z.t.     |
| 3       | Christian Scaroni    | XDS Astana             | z.t.     |
| 4       | Lukáš Kubiš          | Unibet Tietema Rockets | z.t.     |
| 5       | Eduard Prades        | Caja Rural-Seguros RGA | z.t.     |
| 6       | Mark Donovan         | Q36.5                  | z.t.     |
| 7       | Rui Oliveira         | UAE Team Emirates-XRG  | z.t.     |
| 8       | Sergi Darder         | Caja Rural-Seguros RGA | z.t.     |
| 9       | Baptiste Vadic       | TotalEnergies          | z.t.     |
| 10      | António Morgado      | UAE Team Emirates-XRG  | z.t.     |
| 11      | Jonathan Lastra      | Cofidis                | z.t.     |
| 12      | Diego Pablo Sevilla  | Polti VisitMalta       | z.t.     |
| 13      | Davide De Cassan     | Polti VisitMalta       | z.t.     |
| 14      | Pau Miquel           | Kern Pharma            | z.t.     |
| 15      | Davide Formolo       | Movistar               | z.t.     |
| 16      | Ludovico Crescioli   | Polti VisitMalta       | z.t.     |
| 17      | Odd Christian Eiking | Unibet Tietema Rockets | z.t.     |
| 18      | Clément Alleno       | Burgos Burpellet BH    | z.t.     |
| 19      | Killian Verschuren   | Unibet Tietema Rockets | + 10"    |
| 20      | Stefano Oldani       | Cofidis                | z.t.     |
|         |                      |                        |          |
| 118     | Ide Schelling        | XDS Astana             | + 4'04"  |

1985 · 1986 · 1987 · 1988 · 1989 · 1990 · 1991 · 1992 · 1993 · 1994 · 1995 · 1996 · 1997 · 1998 · 1999 · 2000 · 2001 · 2002 · 2003 · 2004 · 2005 · 2006 · 2007 · 2008 · 2009 · 2010 · 2011 · 2012 · 2013 · 2014 · 2015 · 2016 ·2017 · 2018 · 2019 · 2020 · 2021 · 2022 · 2023 · 2024 · 2025